# Luz Fandiño
Marina Luz Fandiño Rodríguez (Santiago de Compostela, 23 de noviembre de 1931 - Santiago de Compostela, 28 de abril de 2024) fue una escritora, poeta y activista galega.

## Trayectoria
Nació en el barrio de Sar. En 1952 emigró a Argentina, y en 1964 se fue a vivir a Francia. En 1979 regresó definitivamente a Santiago de Compostela, en Galicia, donde residió hasta su fallecimiento. 
Colaboró en diferentes publicaciones gallegas, en el programa Diario Cultural de Radio Galega y con los colectivo culturales Redes Escarlata, Mulheres Trasgredindo y Mar de Tinta. 
Durante los últimos años de su vida, siguió en activo, escribiendo a diario y acudiendo a centros sociales, colegios e institutos para dar charlas sobre su experiencia en la emigración, sus poemas y su visión de la vida.
La directora Sonia Méndez estrenó en 2020 la película documental A poeta analfabeta, basada en su vida, su obra toda en gallego (idioma que aprendió al emigrar a Argentina) y su activismo político, como en la campaña Nunca mais.
Su figura inspiró la creación de Luz Poética, Festival de Poesía Nueva de Compostela, cuya primera edición se celebró en 2022.
Falleció el 28 de abril de 2024, según anunció en redes sociales la alcaldesa de Santiago de Compostela, Goretti Sanmartín. Y se anunció para el 5 de mayo, un homenaje a Luz Fandiño en el auditorio del Museo de Pobo Galego.

## Obra

### Poesía
- Farangulliña de neve 1998 .
- O pracer de envellecer, 2014 .

### Obras colectivas
- Xuro que nunca volverei pasar fame. Poesía escarlata, 2003, Difusora.
- 150 Cantares para Rosalía de Castro ( 2015, libro electrónico ).
- Verbo na arria. Homenaxe literaria a Xoán Xesús González 2016, Ediciones Fervenza.

## Premios
- 2017, Salvoconduto de Honra do Capitán Gosende (Cerdedo-Terra de Montes).
- 2019, XI Premio Freire Carril de la Asociación Cultural Agromadas de Seijalvo.[10]
- 2022,  XX Premio Ramón Piñeiro Facer país de la Asociación Cultural Val de Láncara.   [11]
- 2023, VII Premio "Begoña Caamaño" a la acción cultural por la igualdad de género de la Diputación Provincial de La Coruña. Por:[12]

...por su trayectoria de vida y como creadora, y por su activismo que mantiene intactos sus 92 años...es un ejemplo de coherencia, rebelión y dignidad, por su lucha por los derechos de las mujeres y por ser inspiración para las nuevas generaciones, que siguen buscándola para escuchar su impactante aventura personal.